# Lịch sử Trung Đông
Bài này là một tổng quan về lịch sử Trung Đông. Để có thông tin chi tiết hơn, xem các bài viết riêng về lịch sử các quốc gia và các vùng. Để thảo luận về các vấn đề liên quan tới việc định nghĩa khu vực xem bài viết về Trung Đông.

## Trung Đông Cổ đại
Những nền văn minh đầu tiên trong vùng hiện được gọi là Trung Đông đã được tìm thấy tại Lưỡng Hà và Ai Cập cổ đại. Người Sumer, Babylon, Assyria, Israel và các dân tộc khác đã xây dựng lên các nhà nước quan trọng. Từ khoảng năm 500 trước Công Nguyên trở về sau, nhiều đế chế đã thống trị vùng này, bắt đầu từ Đế chế Ba Tư của nhà Achaemenes, tiếp đó là Đế chế Macedonia do Alexandros Đại Đế thành lập, và những vương quốc tiếp sau như Ai Cập thuộc Ptolemaios và vương quốc Seleukos tại Syria.
Thế kỷ thứ nhất trước Công Nguyên, sự mở rộng của Cộng hoà La Mã đã sáp nhập toàn bộ vùng Đông Địa Trung Hải, và dưới thời Đế chế La Mã vùng này được thống nhất với đa số Châu Âu và Bắc Phi để trở thành một thực thể kinh tế và chính trị duy nhất. Thực thể này tạo điều kiện cho sự mở rộng của Thiên chúa giáo, và tới thế kỷ thứ V toàn bộ khu vực đều theo đạo Thiên chúa. Sự cai trị của La Mã được kế tục ở thế kỷ thứ IV Công Nguyên bởi Constantinopolis, dẫn tới sự thành lập một Đế chế Thiên chúa giáo, nói tiếng Hy Lạp, được các nhà sử học gọi là Đế chế Byzantine (Đông La Mã), cai quản từ vùng Balkan cho tới Euphrates. Xa hơn nữa về phía đông, Đế chế Ba Tư được những người Parthia và sau này là nhà Sassanid hồi sinh.

## Trung Đông Ả Rập
Nhờ kết quả của những nỗ lực thống nhất dưới giai đoạn cai trị của La Mã và Đông La Mã, thực tế không có sự phân biệt giữa cái hiện nay là Châu Âu và cái hiện là Trung Đông cho tới tận thế kỷ thứ VII Công Nguyên. Tiểu Á, Syria, Palestine và Ai Cập đều là những vùng Thiên Chúa giáo và sử dụng tiếng Hy Lạp, chính trị và văn hóa thống nhất với thế giới Hy Lạp-La Mã ở thời cai trị của Constantinopolis, trong khi Lưỡng Hà (Iraq hiện đại) hình thành nên một vùng đệm giữa Đông La Mã và Đế chế Ba Tư.
Sự kiện quyết định trong việc hình thành Trung Đông với tư cách là một vùng văn hóa riêng biệt là sự trỗi dậy của Hồi giáo tại Bán đảo Ả Rập - do nhà tiên tri Muhammad sáng lập. Sau khi Muhammad mất năm 630 người Hồi giáo được trị vì bởi một khalip. Năm 634 quân của khalip bắt đầu tách khỏi Medina. Họ chiếm Palestine năm 636, Lưỡng Hà năm 637, Syria và Ai Cập năm 640 và Ba Tư năm 642. Đế quốc Đông La Mã đã thành công trong việc ngăn cản người Ả Rập xâm chiếm Tiểu Á, nơi vẫn còn là vùng Thiên chúa giáo cho tới khi những người Thổ Nhĩ Kỳ đến đây 400 năm sau. Đa số dân cư trong những vùng bị người Ả Rập chinh phục chuyển sang theo đạo Hồi chỉ trong vòng hai thế hệ, tạo nên một biên giới văn hóa thường trực giữa châu Âu và thế giới Hồi giáo.
Dù Đế chế Hồi giáo thống nhất được tạo thành sau những làn sóng chinh phục đầu tiên của người Ả Rập đã tan vỡ thành hàng loạt các quốc gia và các tiểu vương quốc Hồi giáo nhỏ hơn từ cuối thế kỷ thứ IX, người Ả Rập vẫn giữ ưu thế tuyệt đối trong vùng giữa sông Nil và sông Tigris (cũng như tại Bắc Phi và đa phần Tây Ban Nha) trong hơn 400 năm. Tuy nhiên, ở phía đông, Ba Tư nhanh chóng xác nhận sự độc lập của mình, dưới các triều đại như Tahir, Saffar, và Samani, và sau này cũng đã chấp nhận một hình thức Hồi giáo, hệ phái Shia, mà Hệ phải Sunni coi là dị giáo. Việc này đã tạo nên một biên giới thường trực ở phía đông cho thế giới Ả Rập Hồi giáo, dù đạo Hồi tiếp tục mở rộng về phía đông, tới Ấn Độ và Indonesia.
Trong giai đoạn này thế giới Ả Rập, dưới thời các khalip nhà Omeyyad, nhà Abbas và nhà Fatima, là trung tâm của các hoạt động văn hóa và kinh tế ở nửa phía tây của Âu Á. Trong khi châu Âu tiếp tục tiến hành các cuộc xâm chiếm khiến dân chúng tại đó tụt lùi trở lại với đời sống kinh tế và tinh thần như ở thời Đế chế La Mã, các thành phố vĩ đại Ả Rập như Cairo, Alexandria, Basra, Damascus và, trên tất cả, là kinh thành Bagdad huy hoàng, trở thành nơi có thể đáp ứng đời sống cho một dân số đông đảo, một nền kinh tế thương mại thịnh vượng và một đời sống văn hóa phong phú. Văn hoá, kiến trúc, y khoa và khoa học Ả Rập tiến bộ hơn rất nhiều so với tây Âu. Tại tất cả các quốc gia theo Cơ đốc giáo, chỉ Constantinopolis với quyền lực đang ngày càng giảm sút là có thể so sánh với thế giới Ả Rập.

## Người Thổ Nhĩ Kỳ, các chiến binh Thập tự chinh và người Mông Cổ
Sự thống trị của người Ả Rập bỗng chợt kết thúc vào giữa thế kỷ XI với sự xuất hiện của người Thổ Seljuk, di cư tới từ những vùng đất quê hương của họ ở Trung Á, họ chinh phục Ba Tư, Iraq (chiếm Bagdad năm 1055), Syria, Palestine và Hejaz, đánh bại người Byzantines tại Trận Manzikert và chinh phục Tiểu Á. Ai Cập, khi ấy dưới thời các khalip nhà Fatima được yên ổn mãi tới năm 1169, khi tới lượt nó cũng rơi vào tay người Thổ Nhĩ Kỳ. Người Seljuk đã cai trị hầu như cả vùng này trong gần 200 năm sau đó, nhưng đế chế của họ đã nhanh chóng tan rã thành nhiều vương quốc nhỏ hơn - tiêu biểu là vương quốc Seljuk ở Rum.
Sự phân rã này của khu vực khiến người Thiên chúa ở phía tây, vốn từ thời tăm tối nhất của mình ở thế kỷ thứ VII đã tiến hành một chương trình phục hồi kinh tế và nhân khẩu rất đáng chú ý, trở lại nắm ưu thế trong vùng. Năm 1095 Giáo hoàng Urban II kêu gọi giới quý tộc châu Âu tái chiếm vùng Đất thánh cho Thiên chúa giáo, và vào năm 1099 các hiệp sĩ của cuộc Thập tự chinh thứ nhất đã chiếm Jerusalem. Họ thành lập ra Vương quốc Jerusalem, tồn tại tới tận năm 1187, khi Saladin tái chiếm thành phố. Các khu thái ấp thập tự chinh nhỏ hơn tồn tại tới tận năm 1291. Những chiến binh Thập tự chinh đã không thể thiết lập sự hiện diện thường trực của họ trong vùng, chủ yếu bởi vì họ không thể thu hút những người nhập cư từ châu Âu khi cơn bốc đồng cho cuộc Thập tự chinh ban đầu đã tan biến.
Đầu thế kỷ XIII các sultan nhà Ayyub đã tái chiếm quyền kiểm soát Ai Cập và Syria từ tay người Thổ Nhĩ Kỳ, nhưng cuộc hồi sinh của người Ả Rập không kéo dài. Một làn sóng những kẻ xâm lược mới - Đế chế Mông Cổ, tràn qua cả khu vực, cướp bóc Bagdad năm 1258 và tiến sâu về phía nam tới tận biên giới Ai Cập. Tuy nhiên, người Mông Cổ không xây dựng nên các đế chế, và tới giữa thế kỷ XIV họ đã rời khỏi vùng này. Khi bừng tỉnh, các sultan nhà Mamluk người Thổ tại Ai Cập đã tái chiếm quyền kiểm soát Palestine và Syria, trong khi các sultan khác kiểm soát Iraq và Tiểu Á. Người Ả Rập chỉ có toàn quyền Bán đảo Ả Rập. Sau khi Bagdad rơi vào tay quân Mông của Húc Liệt Ngột, sultan Ai Cập cho rước một hậu duệ của nhà Abbas về tôn làm khalip ở Cairo.

## Thời kỳ Ottoman

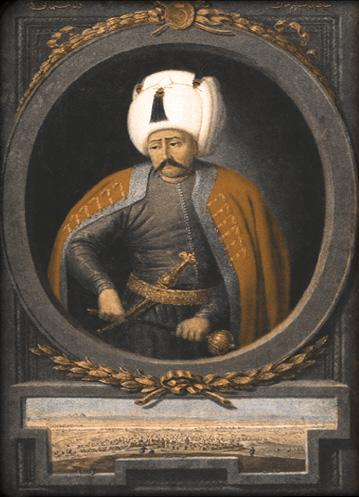
Selim I - vị vua chinh phục Trung Đông cho đế quốc Ottoman

Tới đầu thế kỷ XV, đế quốc Ottoman trỗi dậy tại vùng Tây Nam Á. Năm 1453, sultan Ottoman là Mehmed II mang quân đi đánh Đông La Mã, chiếm được kinh thành Constantinopolis. Triều Mamluk đã giữ chân được người Ottoman bên ngoài khu vực Trung Đông trong một thế kỷ, nhưng vào năm 1514 sultan Selim I bắt đầu các cuộc chinh phục một cách có hệ thống vùng này cho Ottoman. Iraq bị chiếm năm 1515, Syria năm 1516 và Ai Cập năm 1517, tiêu diệt dòng dõi Mamluk. Sau cuộc chinh phạt Ai Cập năm 1527 Selim I bắt khalip cuối cùng của triều Abbas phải thoái vị và nhường ngôi cho ông. Đế quốc Ottoman lần đầu tiên từ thời cai trị của các khalip nhà Abbas từ thế kỷ thứ X đã thống nhất cả vùng, và họ giữ quyền kiểm soát nó trong 400 năm.
Đế chế Ottoman cũng chinh phục Hy Lạp, bán đảo Balkan và đa phần Hungary, lập ra biên giới mới giữa phía đông và phía tây dịch xa hơn về phía bắc sông Danube. Nhưng tây Âu mở rộng nhanh chóng, cả về kinh tế, văn hóa và nhân khẩu, với sự thịnh vượng mới từ châu Mỹ cung cấp cho sự phát triển nhảy vọt tạo lập các nền tảng cho sự phát triển của chủ nghĩa tư bản và cách mạng công nghiệp. Tới thế kỷ XVII châu Âu đã vượt xa thế giới Hồi giáo về của cải, dân số và — quan trọng nhất — công nghệ. Dù cả Thiên chúa giáo và Hồi giáo đều có thái độ thù địch với sự phát triển công nghệ của chủ nghĩa tư bản, cuộc cải cách Tin Lành đã kìm hãm sức mạnh của Nhà thờ Cơ đốc giáo và cho phép chủ nghĩa cá nhân được phát triển mạnh mẽ ở Bắc Âu.
Tới năm 1700 Đế chế Ottoman đã bị đẩy khỏi Hungary và cán cân quyền lực giữa hai phía đã nghiêng hẳn về phương tây. Dù tại một số vùng thuộc Đế chế Ottoman tại châu Âu như Albania và Bosnia, có nhiều người đã cải sang Hồi giáo, vùng này về mặt văn hóa chưa bao giờ bị sáp nhập vào trong thế giới Hồi giáo. Từ năm 1700 đến 1918 người Ottoman dần lùi bước, và Trung Đông ngày càng rơi vào vùng ảnh hưởng của châu Âu. Trong thế kỷ XIX Hy Lạp, Serbia, România và Bulgaria giành lại độc lập, và trong các cuộc chiến tranh Balkan giai đoạn 1912-13 Đế chế Ottoman bị hất khỏi toàn bộ châu Âu, ngoại trừ thành phố Constantinopolis và vùng nội địa của nó.
Tới thế kỷ XIX Đế chế Ottoman bị Nga hoàng Nikolai I gọi là "Âu châu bệnh phu", dần rơi vào tầm kiểm soát tài chính của các nước đế quốc châu Âu. Sự thống trị nhanh chóng chuyển sang chinh phục. Thực dân Pháp sáp nhập Algérie năm 1830 và Tunisia năm 1878. Đế quốc Anh chiếm Ai Cập năm 1882, dù nó vẫn nằm dưới chủ quyền danh nghĩa của Ottoman. Người Anh cũng thiết lập sự kiểm soát hiệu quả trên Vịnh Ba Tư, và Pháp đã mở rộng ảnh hưởng của họ tới Liban và Syria. Năm 1912 Ý chiếm Libya và quần đảo Dodecanese, ngay ngoài khơi vùng đất trung tâm của Đế chế Ottoman là Tiểu Á. Đế chế Ottoman quay sang cầu cứu Đế chế Đức bảo vệ họ khỏi các cường quốc phương tây, nhưng kết quả chỉ là sự lệ thuộc ngày càng tăng về tài chính và cả quân sự vào nước Đức.
Cuối thế kỷ XIX và đầu thế kỷ XX, giới lãnh đạo Trung Đông đã tìm cách hiện đại hóa đất nước của mình để cạnh tranh một cách hiệu quả hơn với các cường quốc châu Âu. Những ông vua có tư tưởng cải cách như Muhammad Ali Pasha tại Ai Cập, sultan Abdul Hamid II và các tác giả của cuộc cách mạng năm 1906 tại Ba Tư tìm cách áp dụng các công thức phương tây vào thể chế chính phủ, luật pháp dân sự, giáo dục phi tôn giáo và phát triển công nghiệp vào đất nước họ. Trên khắp vùng các tuyến đường sắt, đường thông tin được xây dựng, trường học và trường đại học được mở cửa, một tầng lớp sĩ quan, luật sư, giáo viên, hành chính viên mới xuất hiện, thách thức các tầng lớp lãnh đạo truyền thống và các học giả Hồi giáo.
Không may thay, trong tất cả các trường hợp trên, tiền trả cho những cuộc cải cách đều vay mượn từ phương Tây, và những khoản nợ đã dẫn tới tình trạng phá sản thậm chí là lệ thuộc hơn nữa vào phương tây, khiến các nhà cải cách mất uy tín. Ví dụ, Ai Cập đã rơi vào vòng kiểm soát của Anh Quốc vì những kế hoạch đầy tham vọng của Muhammad Ali và những người kế tục ông đã làm đất nước rơi vào tình trạng phá sản. Hơn nữa, việc phương tây hóa thế giới Hồi giáo đã tạo ra các đội quân chuyên nghiệp, do các sĩ quan muốn nắm quyền lực cho mình — một vấn đề mang lại tại họa cho Trung Đông từ đó — lãnh đạo. Cũng có những vấn đề khác tác động đến những nhà cầm quyền mong muốn cải cách nhất: họ được chuẩn bị cho mọi cuộc cải cách ngoại trừ việc chính họ rời bỏ quyền lực. Ví dụ, Abdul Hamid II, đã trở nên độc đoán hơn bao giờ hết, khi ông tìm cách áp đặt các cuộc cải cách lên đế chế còn chưa sẵn sàng của mình. Các bộ trưởng cải cách ở Ba Tư cũng tìm cách áp đặt quá trình hiện đại hóa lên các thần dân, gây ra những sự chống đối mạnh mẽ.
Những nhà cải cách nhiều tham vọng nhất là nhóm Những người Thổ trẻ (chính thức được gọi là Ủy ban cho sự Liên minh và Tiến bộ), những người đã lật đổ vua Abdul Hamid II và lên nắm quyền từ năm 1908. Do hai vị sĩ quan đầy tham vọng là, Ismail Enver (Enver Pasha) và Ahmed Cemal (Cemal Pasha), cùng một luật sư cấp tiến, Mehmed Talat (Talat Pasha) lãnh đạo, nhóm Những người Thổ trẻ ban đầu thiết lập một nền quân chủ lập hiến, nhưng nhanh chóng chuyển thành một hội đồng cầm quyền, với Talat là Đại Vizia và Enver làm Bộ trưởng Quốc phòng, họ tìm cách áp đặt các chương trình hiện đại hóa lên toàn bộ Đế chế Ottoman.
Kế hoạch có nhiều sai lầm. Đầu tiên nó bắt buộc sử dụng ngôn ngữ Thổ Nhĩ Kỳ và tập trung hóa chính phủ trên những gì cho tới thời điểm đó vẫn là đa ngôn ngữ và một đế chế trung ương quản lý lỏng lẻo, khiến những vùng sử dụng tiếng Ả Rập trong đế chế giận dữ và gây ra nhiều vụ nổi dậy của những người Ả rập theo chủ nghĩa yêu nước. Thứ hai, nó đưa đế chế rơi sâu thêm vào cảnh nợ nần. Và thứ ba, khi Enver Bey thành lập một liên minh với Đức, mà ông cho là cường quốc có quân đội hiện đại nhất châu Âu, nó khiến đế chế mất đi sự ủng hộ của Anh, nước đã bảo vệ cho đế quốc Ottoman chống lại sự xâm lấn của Nga từ thế kỷ XIX.

## Sự đô hộ của châu Âu

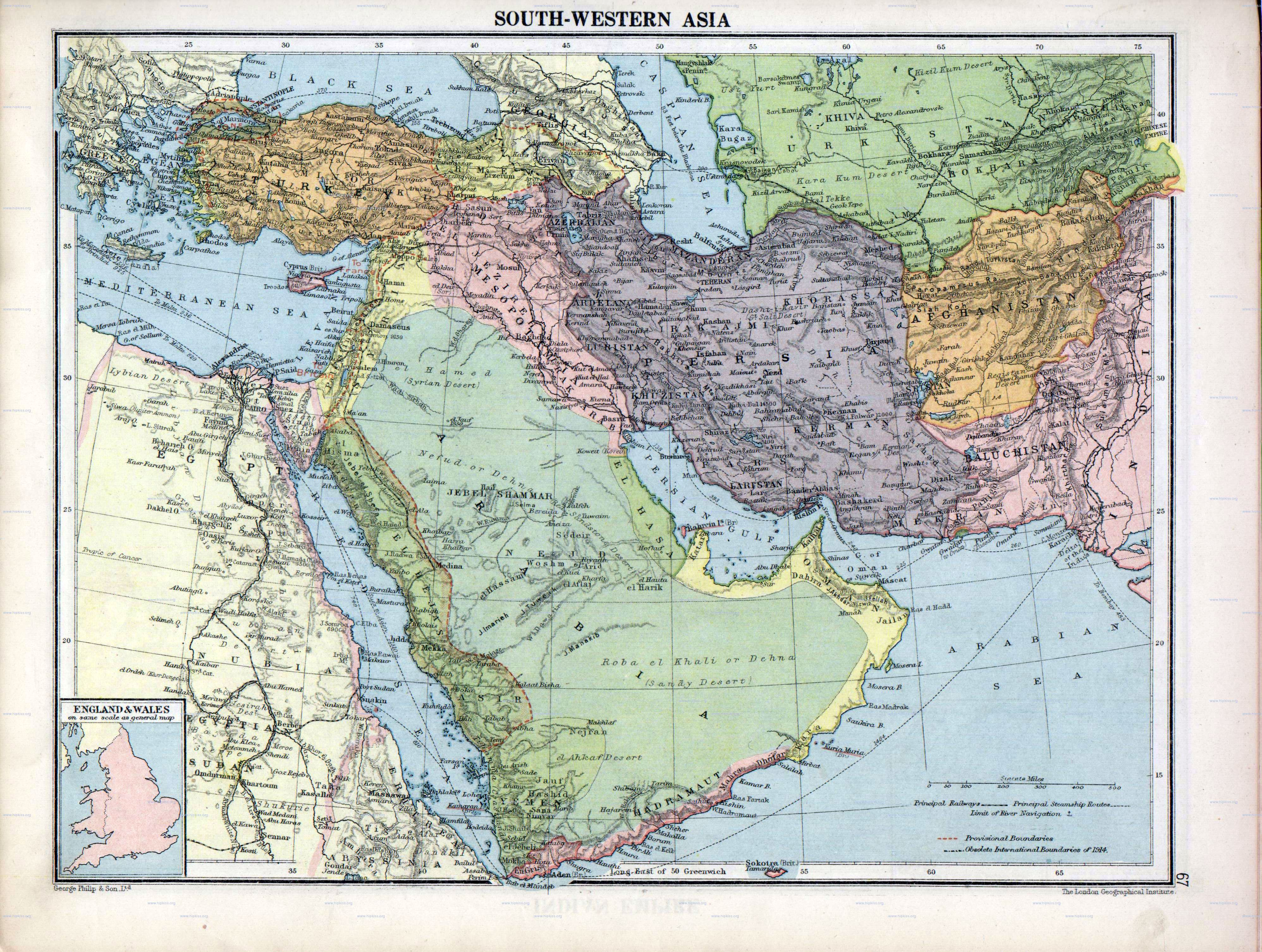
Phân chia khu vực theo hiệp ước năm 1920.

Năm 1914 liên minh của Enver Bey với Đức khiến nhóm Những người Thổ trẻ phạm một bước sai lầm nghiêm trọng khi gia nhập cùng đế quốc Áo-Hung và Đức vào Chiến tranh thế giới thứ nhất, chống lại Anh và Pháp. Người Anh coi Ottoman là mắt xích yếu trong liên minh đối thủ, và tập trung vào việc đánh bại họ trước nhất. Khi một cuộc tấn công trực tiếp tại Gallipoli năm 1915 mang lại thất bại thảm hại cho họ, họ quay sang xúi giục những tổ chức cách mạng bên trong chính Đế chế Ottoman, lợi dụng sự suy yếu của chủ nghĩa quốc gia Hồi giáo. Những người Ả rập từng nhiều hay ít hài lòng với thời gian cai trị 400 năm của Ottoman, cho tới khi nhóm Những người Thổ trẻ "Thổ hoá" họ và thay đổi hệ thống chính phủ truyền thống của họ. Người Anh thành lập một liên minh với Sherif Hussein ibn Ali, người thừa kế chức vụ cai quản Mecca (và được những người Hồi giáo tin là con cháu của Nhà tiên tri Muhammad), người đã lãnh đạo một cuộc Nổi dậy Ả Rập chống lại quyền cai trị của Ottoman, sau khi nhận được lời hứa sẽ trao cho người Ả rập quyền độc lập.
Nhưng khi Đế chế Ottoman sụp đổ năm 1918, người Ả Rập nhận thấy mình đã bị lừa, và lừa đến hai lần. Không chỉ vì Anh và Pháp đã ký một hiệp ước mật (Thỏa thuận Sykes-Picot), để phân chia Trung Đông giữa họ, mà người Anh cũng đã thông qua Tuyên bố Balfour hứa hẹn ủng hộ cho phong trào phục quốc trong việc thành lập một nhà nước Do Thái tại Palestine, đây là vị trí cũ của Vương quốc Israel nhưng cũng là nơi sinh sống của đông đảo người Ả rập từ hơn một nghìn năm. Khi Đế chế Ottoman tan rã, người Ả rập tuyên bố thành lập một nhà nước độc lập tại Damascus, nhưng nhà nước này quá yếu ớt, cả về quân sự và kinh tế, để chống chọi lâu dài với các cường quốc châu Âu, và Anh cùng Pháp nhanh chóng thiết lập quyền kiểm soát và tái sắp xếp khu vực Trung Đông theo ý muốn của họ.
Syria trở thành một nước bảo hộ của Pháp (với một cái tên mang tính che đậy là một quốc gia thuộc Liên đoàn các Quốc gia Ủy trị), với những khu vực ven biển theo Thiên chúa giáo bị tách riêng để trở thành Liban. Iraq và Palestine trở thành các lãnh thổ ủy trị của Anh, và một trong những con trai của Sherif Hussein, Faisal, được tôn làm vua Iraq. Palestine bị chia đôi, phần phía đông trở thành Transjordan làm nơi thuộc quyền cai trị của một người con trai khác của Hussein, Abdullah. Nửa phía tây Palestine được đặt dưới quyền quản lý trực tiếp của Anh, và số dân cư Do Thái vốn đã sống ở đó được cho phép tăng thêm. Đa số bán đảo Ả rập rơi vào tay một đồng minh khác của Anh Quốc, Ibn Saud, người lập nên vương quốc Ả Rập Xê Út năm 1922.
Tuy nhiên, sự sụp đổ của Đế chế Ottoman đã cho phép Kemal Atatürk lên nắm quyền tại Thổ Nhĩ Kỳ và tiến hành một chương trình hiện đại hoá, thế tục hóa khác. Ông xóa bỏ chế độ khalip, giải phóng phụ nữ, khuyến khích trang phục phương Tây và việc sử dụng tiếng Thổ Nhĩ Kỳ thay cho tiếng Ả rập, và xóa bỏ quyền phán xử của các tòa án Hồi giáo. Trên thực tế, Thổ Nhĩ kỳ, đã không còn thuộc quyền quản lý của Thế giới Ả Rập, quyết định tách khỏi Trung Đông và trở thành một phần của khu vực văn hóa châu Âu. Từ đó, Thổ Nhĩ Kỳ luôn cho họ là một quốc gia châu Âu chứ không phải là một phần của Trung Đông.
Một điểm có tính bước ngoặt khác trong lịch sử Trung Đông diễn ra khi dầu mỏ được phát hiện, đầu tiên là tại Ba Tư năm 1908 và sau này là tại Ả Rập Xê Út (năm 1938) và các quốc gia Vùng Vịnh Ba Tư khác, và cả tại Libya và Algérie. Phát hiện mới cho thấy, Trung Đông, sở hữu lượng dầu mỏ dễ dàng tiếp cận lớn nhất thế giới, nguồn tài nguyên quan trọng nhất cho thế giới công nghiệp thế kỷ XX. Dù các công ty dầu khí phương tây khai thác và xuất khẩu hầu như toàn bộ số nhiên liệu cho nền công nghiệp ô tô đang phát triển nhanh chóng cũng như các ngành công nghiệp phương tây khác, các vị vua và tiểu vương của các quốc gia dầu mỏ trở nên đặc biệt giàu có, cho phép họ củng cố quyền lực vvà bảo đảm được sự hài hòa trong sự hiện diện của phương Tây trong vùng. Sự giàu có từ dầu mỏ cũng có ảnh hưởng trên việc làm mất tác dụng những phong trào cải cách kinh tế, chính trị hay xã hội từng xuất hiện tại thế giới Ả rập dưới sự ảnh hưởng của cuộc cách mạng Kemal tại Thổ Nhĩ Kỳ.
Trong thập niên 1920 và 1930 Iraq, Syria và Ai Cập bắt đầu có những bước tiến tới độc lập, dù Anh và Pháp chưa chính thức ra đi cho tới khi họ bắt buộc phải làm như vậy sau Chiến tranh thế giới thứ hai. Trong vùng Palestine các lực lượng Ả rập theo chủ nghĩa quốc gia và Chủ nghĩa phục quốc Do Thái (Zion) xung đột lẫn nhau tạo nên một tình hình rắc rối mà Anh Quốc không thể giải quyết cũng như không thể thoát khỏi. Sự nổi lên nắm quyền của Adolf Hitler tại Đức đã tạo ra một tình thế khẩn trương mới đòi hỏi những người Do Thái phải thành lập một nhà nước Do Thái tại Palestine, và những ý định rõ ràng của những người theo chủ nghĩa phục quốc Do Thái khiến sự phản đối của người Ả rập ngày càng gia tăng. (Xem thêm Xung đột Ả rập-Israel, Lịch sử cuộc xung đột Ả rập-Israel, Lịch sử Palestine và Lịch sử Israel.)
Cuộc đấu tranh này dẫn tới kế hoạch phân chia Palestine của Liên hiệp quốc năm 1947 để lập ra một nhà nước Do Thái và một nhà nước Ả rập tại vùng đất hẹp giữa Sông Jordan và Biển Địa Trung Hải. Các nhà lãnh đạo Ả rập phản đối kế hoạch này, trong khi các lãnh đạo Do Thái chấp nhận nó. Khi thời kỳ Ủy trị của Anh kết thúc, giới lãnh đạo chủ nghĩa phục quốc Do Thái đã tuyên bố thành lập Nhà nước Israel ngày 14 tháng 5 năm 1948. Trong cuộc Chiến tranh Ả Rập-Israel 1948, quân đội Ai Cập, Syria, Transjordan, Liban, Iraq và Ả Rập Xê Út đã can thiệp và bị Israel đánh bại. Khoảng 800.000 người Palestine đã bở chạy khỏi các khu vực bị Israel sáp nhập và trở thành những người tị nạn tại các nước láng giềng, vì thế đã tạo ra "Vấn đề Palestine" khiến khu vực từ đó luôn ở trong tình trạng bất an. Gần hai phần ba trong số 758.000—866.000 người Do Thái bị trục xuất hay bỏ chạy khỏi các vùng đất Ả rập sau năm 1948 được nhà nước Israel tiếp nhận và trao quyền công dân.

## Một khu vực xung đột
Việc các cường quốc châu Âu không còn trực tiếp quản lý khu vực, sự thành lập của nhà nước Israel, và vai trò ngày càng quan trọng của ngành công nghiệp dầu khí, đã đánh dấu sự hình thành của Trung Đông hiện đại. Những phát triển đó dẫn tới sự hiện diện ngày càng tăng của Hoa Kỳ trong các vấn đề Trung Đông. Hoa Kỳ là nước duy nhất đảm bảo sự ổn định của khu vực, và từ thập niên 1950 là lực lượng chủ chốt trong ngành công nghiệp dầu khí. Khi những phong trào cách mạng cộng hòa giúp những người có tư tưởng chống phương tây cực đoan lên cầm quyền ở Ai Cập năm 1954, tại Syria năm 1963, tại Iraq năm 1968 và tại Libya năm 1969, Liên bang Xô viết, đang tìm cách mở ra một vũ trường mới của cuộc Chiến tranh Lạnh ở Trung Đông, liên minh với các nhà lãnh đạo Ả rập như Gamal Abdel Nasser tại Ai Cập và Saddam Hussein tại Iraq. Các chế độ đó được sự ủng hộ rộng rãi của dân chúng nhờ những lời hứa tiêu diệt nhà nước Israel, đánh bại Hoa Kỳ và các nước "đế quốc phương Tây" mang lại sự thịnh vượng cho nhân dân Ả rập. Khi không thể thực hiện những lời hứa, các chính quyền ngày càng trở nên độc đoán.
Để đối phó trước thách thức với quyền lợi của mình trong vùng, Hoa Kỳ thấy buộc phải níu kéo những đồng minh còn lại của mình, các vương triều bảo thủ như Ả Rập Xê Út, Jordan, Iran và các tiểu vương quốc Vùng Vịnh Ba Tư, những biện pháp cai trị của họ hầu như là không thích hợp bởi chúng cùng có quan điểm chống phương tây. Đặc biệt Iran đã trở thành một đồng minh quan trọng của Mỹ cho tới khi một cuộc cách mạng do một tăng lữ Shi'a lật đổ chế độ quân chủ năm 1979 và thành lập nên một chế độ chính trị thần quyền thậm chí còn có quan điểm chống phương tây cực đoan hơn so với các chế độ thế tục tại Iraq hay Syria. Điều này buộc Hoa Kỳ phải thành lập một liên minh chặt chẽ hơn với Ả Rập Xê Út, một chế độ quân chủ bảo thủ, tham nhũng và đàn áp, và nguy hiểm nhất là quyết tâm tiêu diệt Israel. Danh sách các cuộc chiến tranh Ả rập-Israel gồm nhiều cuộc chiến lớn như Chiến tranh Ả rập-Israel 1948, Chiến tranh Suez 1956, cuộc Chiến tranh Sáu ngày 1967, Chiến tranh tiêu hao 1970, Chiến tranh Yom Kippur 1973, Chiến tranh Liban 1982, cũng như một số cuộc xung đột sau này.

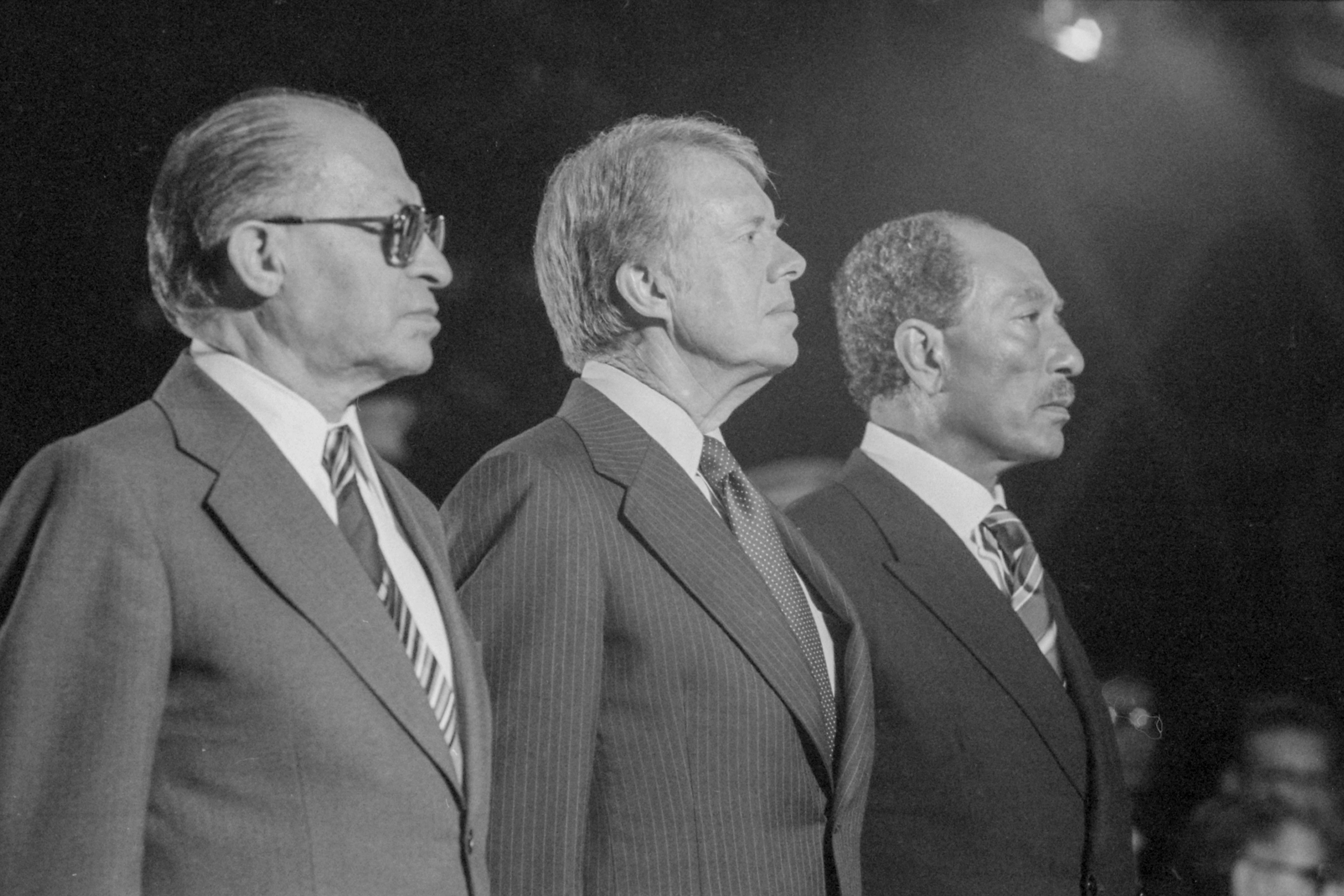
Begin, Carter và Sadat ký kết một hiệp ước hoà bình năm 1978

Năm 1979, Ai Cập dưới thời cầm quyền của người kế tục Nasser là Anwar Sadat đã ký một hiệp ước hòa bình với Israel, chấm dứt viễn cảnh về một mặt trận quân sự Ả rập thống nhất. Từ thập kỷ 1970, người Palestine dưới sự lãnh đạo của Tổ chức Giải phóng Palestine do Yasser Arafat sáng lập, đã tiến hành các chiến dịch bạo lực kéo dài chống lại Israel, Hoa Kỳ, người Do Thái và các mục tiêu phương tây nói chung, coi đó là biện pháp làm suy yếu Israel và làm sút giảm sự hỗ trợ từ phương tây cho Israel. Trong những hành động này, người Palestine, được sự ủng hộ ở nhiều mức độ khác nhau từ các chế độ tại Syria, Libya, Iran và Iraq. Đỉnh cao của chiến dịch này là Nghị quyết 3379 của Đại hội đồng Liên hiệp quốc lên án Chủ nghĩa Phục quốc là một hình thức của chủ nghĩa phân biệt chủng tộc năm 1975 và việc chấp nhận Arafat vào trong Đại hội đồng Liên hiệp quốc. Nghị quyết 3379 đã bị hủy bỏ năm 1991 bởi Nghị quyết 4686.
Sự tan rã của Liên bang Xô viết và sự sụp đổ của chủ nghĩa cộng sản đầu thập kỷ 1990 gây ra nhiều tác động tới khu vực Trung Đông. Nó cho phép một số lượng lớn người Do Thái Xô viết di cư từ Nga và Ukraina tới Israel, làm tăng thêm nữa sức mạnh của nhà nước Do Thái. Nó cắt bỏ những nguồn tài chính dễ dàng nhất, những viện trợ vũ khí, và những ủng hộ ngoại giao cho các chế độ chống phương Tây trong thế giới Ả rập, làm suy yếu vị thế của họ. Nó mở ra triển vọng mới về nguồn dầu mỏ rẻ tiền từ Nga, khiến giá dầu giảm xuống, và giảm sự lệ thuộc của phương tây vào dầu mỏ từ các quốc gia Ả rập. Và nó cũng làm mất uy danh mô hình phát triển dựa trên nhà nước độc tài xã hội chủ nghĩa mà Ai Cập (dưới thời Nasser), Algérie, Syria và Iraq từng theo đuổi từ thập kỷ 1960, khiến những chế độ đó trì trệ về cả kinh tế và chính trị. Những nhà cầm quyền như Saddam Hussein tại Iraq dần quay sang chủ nghĩa quốc gia Ả rập coi đó là một hình thức thay thế cho chủ nghĩa xã hội.
Cũng chính điều này đã dẫn Iraq vào một cuộc chiến tranh kéo dài với Iran trong thập kỷ 1980, và sau đó là một cuộc xâm chiếm mang lại nhiều hậu quả nghiêm trọng vào Kuwait năm 1990. Kuwait từng là một phần của tỉnh Basra thuộc Đế chế Ottoman trước năm 1918, và vì thế theo một nghĩa nào đó cũng là một phần của Iraq, nhưng Iraq đã công nhận nền độc lập của nó trong thập kỷ 1960. Hoa Kỳ trả đũa vụ xâm lược bằng cách thành lập một liên minh gồm cả Ả Rập Xê Út, Ai Cập và Syria, giành được sự đồng thuận của Liên hiệp quốc và sau đó dùng vũ lực đẩy lùi Iraq khỏi Kuwait trong cuộc Chiến tranh Vùng Vịnh. Tuy nhiên, Tổng thống George Bush không có ý lật đổ chế độ Saddam Hussein, điều mà sau này nước Mỹ tỏ ra hối tiếc. Chiến tranh Vùng Vịnh và những hậu quả của nó dẫn tới sự hiện diện quân sự thường trực của Mỹ trong vùng, đặc biệt tại Ả Rập Xê Út, một điều khiến cộng đồng Hồi giáo tức giận.

## Trung Đông hiện đại

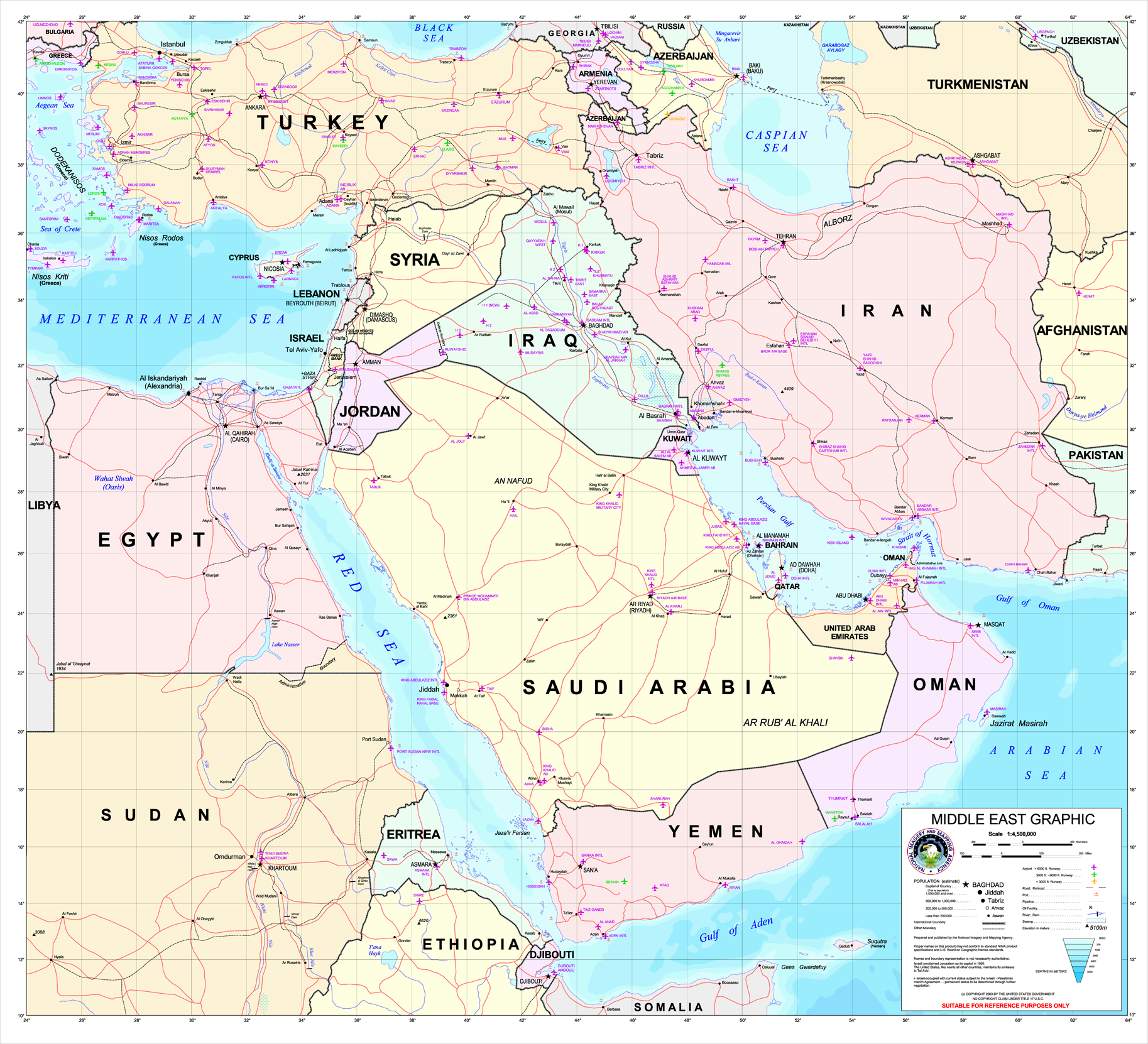
Một bản đồ thể hiện vùng Trung Đông theo định nghĩa thường được công nhận

Tới thập kỷ 1990, nhiều nhà bình luận Phương Tây (và cả Trung Đông) coi Trung Đông không chỉ là một khu vực xung đột, mà còn là một khu vực lạc hậu. Sự mở rộng nhanh chóng của các thực thể chính trị dân chủ và sự phát triển của các nền kinh tế thị trường tại Đông Âu, Mỹ Latinh, Đông Á và nhiều vùng châu Phi không hề diễn ra tại Trung Đông. Trong cả vùng, chỉ Israel, Thổ Nhĩ Kỳ, và ở một số khía cạnh là Liban là những chế độ dân chủ. Các quốc gia các có những cơ chế lập pháp, nhưng sở hữu rất ít quyền lực, và đa số dân cư tại các quốc gia Vùng Vịnh không hề có quyền bỏ phiếu, bởi họ chỉ là những công nhân nước ngoài, không phải là công dân.
Tại hầu hết quốc gia Trung Đông, sự phát triển của các nền kinh tế thị trường bị các biện pháp hạn chế chính trị, nạn tham nhũng, chi tiêu quá mức vào vũ khí, vào các dự án đầy tham vọng cũng như sự phụ thuộc quá đáng vào nguồn thu nhập từ dầu mỏ ngăn cản. Các nền kinh tế thành công trong vùng là những nền kinh tế có sự kết hợp giữa sự giàu có từ dầu mỏ, dân số thấp, như Qatar, Bahrain và Các tiểu vương quốc Ả rập thống nhất. Tại những quốc gia này, các tiểu vương cầm quyền cho phép một số tự do chính trị và xã hội ở mức độ nhất định, nhưng vẫn không chịu rời bỏ bất kỳ một phần quyền lực nào của mình. Liban, sau một cuộc nội chiến kéo dài trong thập kỷ 1980, cũng đã tái thiết được một nền kinh tế khá thành công.
Tới cuối thập kỷ 1990, toàn bộ Trung Đông không những bị bỏ lại sau châu Âu, mà sau cả Ấn Độ, Trung Quốc và nhiều nền kinh tế thị trường đang phát triển nhanh chóng khác về sản xuất, thương mại, giáo dục, thông tin và rõ ràng ở cả nhiều tiêu chí phát triển kinh tế và xã hội khác. Thực tế, nếu không tính đến dầu mỏ, tổng giá trị xuất khẩu của toàn thế giới Ả rập thấp hơn riêng giá trị xuất khẩu của Phần Lan luôn được nhắc tới. Lý thuyết của các nhà kinh tế như David Pryce-Jones, cho rằng thế giới Ả rập đang mắc bên trong một "vòng tròn lạc hậu" mà văn hóa của họ chính là trở ngại không cho họ thoát ra, được chấp nhận rộng rãi ở phương tây.
Những năm đầu thế kỷ XXI, tất cả các yếu tố đó cộng thêm cuộc xung đột ở Trung Đông đạt tới một đỉnh cao mới, gây ra hậu quả trên khắp thế giới. Nỗ lực bất thành của Tổng thống Bill Clinton nhằm đạt được một thỏa thuận hòa bình giữa Israel và người Palestine tại Trại David năm 2000 (Hội nghị Thượng đỉnh Trại David 2000) trực tiếp dẫn tới việc Ariel Sharon trúng cử Thủ tướng Israel và tới phong trào Al-Aqsa Intifada, với đặc trưng là các vụ đánh bom cảm tử nhằm vào các mục tiêu dân sự Israel. Đây là lần bùng phát bạo lực lớn đầu tiên kể từ Hiệp ước Hòa bình Oslo năm 1993.
Cùng lúc ấy, những nỗ lực bất thành của hầu hết các chế độ Ả rập và sự phá sản của chủ nghĩa Ả rập cực đoan dẫn tới việc một số người Ả rập (và những người Hồi giáo) có giáo dục khác ngả theo Chủ nghĩa Hồi giáo, được cả các giáo sĩ dòng Shi'a tại Iran và giáo phái Wahhabist nhiều quyền lực ở Ả Rập Xê Út cổ xuý. Nhiều chiến binh Hồi giáo đã được huấn luyện quân sự khi chiến đấu chống lại các lực lượng Xô viết tại Afghanistan.
Một trong số đó là một người Ả Rập Xê Út giàu có, Osama bin Laden. Sau khi chiến đấu chống lại người Xô viết ở Afghanistan, ông đã thành lập tổ chức al-Qaida, chịu trách nhiệm về các vụ đánh bom Đại sứ quán Mỹ năm 1998, vụ đánh bom tàu USS Cole và các vụ tấn công ngày 11 tháng 9 năm 2001 vào Hoa Kỳ khiến hàng nghìn thường dân thiệt mạng. Các vụ tấn công ngày 11 tháng 9 dẫn tới việc chính quyền của Tổng thống Mỹ George W. Bush tung ra một cuộc tấn công xâm lược vào Afghanistan năm 2001 để lật đổ chế độ Taliban, vốn chứa chấp Bin Laden và tổ chức của ông. Hoa Kỳ và các đồng minh của mình miêu tả chiến dịch này là một phần của "Cuộc chiến chống Chủ nghĩa Khủng bố" trên quy mô toàn cầu.
Hoa Kỳ và Anh Quốc cũng tin rằng Saddam Hussein đang tái lập chương trình vũ khí hủy diệt hàng loạt của Iraq, vi phạm những thỏa thuận họ từng ký kết hồi cuối cuộc Chiến tranh Vùng Vịnh. Trong năm 2002 chính quyền, dưới sự lãnh đạo của Bộ trưởng Quốc phòng Donald Rumsfeld, đã lập một kế hoạch xâm chiếm Iraq, lật đổ Saddam và biến Iraq thành một nước dân chủ với một nền kinh tế thị trường tự do, mà họ hy vọng, sẽ trở thành một hình mẫu cho toàn bộ phần còn lại của Trung Đông. Khi Hoa Kỳ cùng các đồng minh chính của mình, Anh Quốc, Italia, Tây Ban Nha và Australia, không thể thuyết phục Liên hiệp quốc đồng thuận cho việc áp dụng nhiều nghị quyết của Liên hiệp quốc, họ đã tung ra cuộc tấn công vào Iraq, lật đổ Saddam mà không gặp phải khó khăn nào vào tháng 4 năm 2003. Saddam Hussein bị treo cổ năm 2006.
Sự hiện diện của đội quân chiếm đóng tại một quốc gia Trung Đông đã đánh dấu một điểm mốc quan trọng trong lịch sử vùng này. Nếu Hoa Kỳ thành công trong việc biến Iraq trở thành một quốc gia thịnh vượng ổn định và dân chủ, những hiệu ứng của nó cho khu vực này sẽ rất lớn lao. Ngược lại những hậu quả của sự thất bại cũng to lớn. Tiến trình chính trị tại Iraq đang diễn ra chậm chạp hơn mong đợi, và khá phức tạp với tình trạng bất ổn tại Iraq hiện nay, nhưng những cuộc bầu cử thành công đã diễn ra tháng 1 năm 2005 và quyền lực đã được chuyển giao cho một chính phủ Shia đa số.
Cũng trong năm 2005, tiến trình hòa bình giữa Israel và Palestine do George W. Bush đề xuất đã dừng lại, dù tình hình đã có chiều hướng thay đổi cùng với cái chết của Yasser Arafat năm 2004. Trước thực tế này, Israel dự định thực hiện một giải pháp đơn phương, tiếp tục tiến hành chương trình xây dựng Bức tường Bờ Tây để bảo vệ công dân của mình trước những cuộc đánh bom cảm tử của người Palestine và đề xuất việc rút quân đơn phương khỏi Gaza. Bức tường, nếu được hoàn thành, sẽ trở thành một sự sáp nhập trên thực tế với các vùng tại Bờ Tây của Israel. Trong năm 2006 một cuộc xung đột mới xảy ra giữa Israel và các du kích Shi'a Hezbollah tại miền nam Liban, càng làm những hy vọng về một nền hòa bình trở nên mong manh.